# Communauté de communes du Val de Moselle
Die Communauté de communes du Val de Moselle ist ein ehemaliger französischer Gemeindeverband mit der Rechtsform einer Communauté de communes im Département Moselle in der Region Lothringen. Sie wurde am 9. Dezember 2003 gegründet und umfasste neun Gemeinden. Der Verwaltungssitz befand sich in der Commune nouvelle Ancy-Dornot, die aus der Fusion der ehemaligen Gemeinden Ancy-sur-Moselle und Dornot mit Wirkung vom 1. Januar 2016 entstanden ist.

## Historische Entwicklung
Mit Wirkung vom 1. Januar 2017 fusionierte der Gemeindeverband mit der Communauté de communes du Chardon Lorrain und bildete so die Département-übergreifende Nachfolgeorganisation Communauté de communes Mad et Moselle.

## Ehemalige Mitgliedsgemeinden
1. Ancy-Dornot (Commune nouvelle)
2. Arry
3. Corny-sur-Moselle
4. Gorze
5. Jouy-aux-Arches
6. Lorry-Mardigny
7. Novéant-sur-Moselle
8. Rezonville
9. Vionville